# ライン＝マインSバーン
ライン＝マインSバーン（ドイツ語: S-Bahn Rhein-Main）は、ドイツのフランクフルト・アム・マインを中心としてライン＝マイン地方に広がる都市近郊鉄道（Sバーン）である。1978年5月28日に最初の区間が開業した。

## 路線
2017年現在、計9系統が運行されている。フランクフルトの中心部を連絡する地下線を軸に、周辺各地を放射状に結ぶ路線網を形成している。フランクフルト中央駅では基本的に地下線の通過式ホームを経由するが、S7系統のみ地上の頭端式ホームを発着している。
S8、S9系統はフランクフルト空港への空港連絡鉄道としても機能している。
| 系統 | 運行経路 | 最初開通日    | 距離    | 関連鉄道路線 | 備考                                                                                           |
| ---- | --- | ------------- | ------- | --- | ---------------------------------------------------------------------------------------------- |
| S1   | ヴィースバーデン中央駅 - ヴィースバーデン東駅 - マインツ＝カーステル - ホッホハイム (マイン) - ハタースハイム (マイン) - フランクフルト・ホェヒスト - フランクフルト中央駅 - フランクフルト・ハウプトヴァーヘ - フランクフルト・オストエント街 - オッフェンバッハ市場広場 - オッフェンバッハ東駅 - オッフェンバッハ・ビーバー - オーバーツハウゼン - ロトガウ・ドゥーデンホーフェン -レーダーマルク・オーバーローデン | 1978年5月28日 | 72.1 km | タウヌス線、マイン＝ラーン線、シティートンネル (フランクフルト地下線) 、シティートンネル (オフェンバッハ地下線) 、ロトガウ線                       |                                                                                                |
| S2   | ニーダーンハウゼン - エップシュタイン - ホフハイム (タウヌス) - フランクフルト・ホェヒスト - フランクフルト中央駅 - フランクフルト・ハウプトヴァーヘ - フランクフルト・オストエント街 - オッフェンバッハ市場広場 - オッフェンバッハ東駅 - オッフェンバッハ・ビーバー - ホイゼンシュタム - ディーツェンバッハ | 1978年5月28日 | 54.7 km | マイン＝ラーン線、シティートンネル (フランクフルト地下線) 、シティートンネル (オフェンバッハ地下線) 、ロトガウ線とディーツェンバッハ支線           |                                                                                                |
| S3   | バート・ゾーデン - シュヴァルバッハ - エシュボルン - ロェデルスハイム - フランクフルト西駅 - フランクフルト - ハウプトヴァーヘ - オストエント街駅 - フランクフルト南駅 | 1978年5月28日 | 22.6 km | リメス線、クロンベルク線、ホムブルク線、シティートンネル (フランクフルト地下線)                                                                    | S4系統と交互運行                                                                               |
| S4   | クロンベルク - エシュボルン - ロェデルスハイム - フランクフルト西駅 - フランクフルト - ハウプトヴァーヘ - オストエント街駅 - フランクフルト南駅 | 1978年5月28日 | 21.1 km | クロンベルク線、ホムブルク線、シティートンネル (フランクフルト地下線)                                                                              | S3系統と交互運行                                                                               |
| S5   | フリードリヒスドルフ - バート・ホムブルク - オーバーウルゼル(タウヌス) - フランクフルト・ロェデルスハイム - フランクフルト西駅 - フランクフルト・メッセ - フランクフルト中央駅 - フランクフルト・ハウプトヴァーヘ - フランクフルト・オストエント街 - フランクフルト南駅 | 1978年5月28日 | 28.9 km | ホムブルク線、シティートンネル (フランクフルト地下線)                                                                                              |                                                                                                |
| S6   | フリートベルク - グロースカルベン - バートフィルベル - フランクフルト西駅 - フランクフルト - ハウプトヴァーヘ - オストエント街駅 - フランクフルト南駅 - ドライアイヒ・ブッフシュラク - ランゲン - ダルムシュタット | 1978年5月28日 | 65.1 km | マイン＝ヴェーザー線、ホムブルク線、シティートンネル (フランクフルト地下線)、フランクフルト - ハイデルベルク線                                     | フリートベルク - ランゲン区間とグロースカルベン - ダルムシュタット区間で電車は交互に走行する。 |
| S7   | リートシュタット・ゴッデラウ - グロースゲラウ・ドルンベルク - モェアフェルデン - ヴァルトルフ(ヘッセン) - フランクフルト (マイン) シュタディオン - フランクフルト中央駅 | 2002年        | 35.2 km | マンハイム-フランクフルト・アム・マイン線 |                                                                                                |
| S8   | ヴィースバーデン中央駅 - ヴィースバーデン東駅 - マインツ中央駅 - マインツ・ビショフスハイム - リュッセルスハイム - フランクフルト空港駅 - フランクフルト (マイン) シュタディオン - フランクフルト中央駅 - ランクフルト・ハウプトヴァヘ - フランクフルト・オストエント街 - オッフェンバッハ市場広場 - オッフェンバッハ東駅 (- ハーナウ中央駅)                                                                          | 1980年        | 70.3 km | マイン鉄道、空港線、シティートンネル(フランクフルト地下線)、シティートンネル(オフェンバッハ地下線) (、フランクフルト - ゲッティンゲン線)           | S9系統と交互運行                                                                               |
| S9   | ヴィースバーデン中央駅 - ヴィースバーデン東駅 - マインツ＝カーステル - マインツ・ビショフスハイム - リュッセルスハイム - フランクフルト空港駅 - フランクフルト (マイン) シュタディオン - フランクフルト中央駅 - ランクフルト・ハウプトヴァヘ - フランクフルト・オストエント街 - オッフェンバッハ市場広場 - オッフェンバッハ東駅 - ハーナウ中央駅                                                                      | 2000年        | 66.1 km | タウヌス線、マイン鉄道、空港線、シティートンネル(フランクフルト地下線)、シティートンネル(オフェンバッハ地下線) 、フランクフルト - ゲッティンゲン線 | S8系統と交互運行                                                                               |

かつての路線は次のようである。
| 系統  | 運行経路                                                                                       | 備考           |
| ----- | ---------------------------------------------------------------------------------------------- | -------------- |
| S7    | フランクフルト - フランクフルト南 - マインタール - ハーナウ                                    | RE54、RB58系統 |
| S8    | フランクフルト - フランクフルト南 - オッフェンバッハ - ハーナウ                                | S8、S9の一部   |
| S9    | オッフェンバッハ - オッフェンバッハ東 - ロトガウ - レーダーマルク・オーバーローデン            | S1の一部       |
| S11   | フランクフルト - ドライアイヒ - レーダーマルク・オーバーローデン                               | RB61系統       |
| S12   | フランクフルト - ランゲン - ダルムシュタット                                                   | S3、S4の一部   |
| S13   | ゴデラウ・エアフェルデン - グロースゲラウ・ドルンベルク - フランクフルト                       | S7系統         |
| S14   | ヴィースバーデン - マインツ - マインツ・ビショフスハイム - フランクフルト空港 - フランクフルト | S8に統合       |
| S15   | フランクフルト空港 - フランクフルト                                                            | S8の補助路線   |
| RB 11 | フランクフルト・ホェヒスト - バートゾーデン                                                    | 旧S3系統の一部 |

## 歴史

### Sバーンの開業まで
1962年、フランクフルト中央駅 - ハウプトヴァーヘ区間のシティートンネル建設の共同計画は、ドイツ連邦鉄道とフランクフルト市によって立てられた。
1968年10月に連邦鉄道、ヘッセン州、フランクフルト市が関連財務契約を締結し、1969年1月20日にフランクフルト中央駅でシティートンネルの建設開始の祝いが行われた。Sバーン開業のために都市圏の鉄道路線は建て直され始め、その一環として1972年にバート・ゾーデン - ニーダーホェヒシュタット区間でリメス線は開通された。同年にフランクフルト空港線は空港駅と共に開通され、フランクフルト空港は西ドイツで最初にSバーン路線で連結された。
1976年には420形電車の導入が始まり、車両はテストと機関士の訓練の目的でまず一般的な普通列車路線に使用された。

### 西部と北部の開業段階
1978年5月28日に、Sバーン幹線の1番目の区間はフランクフルト地下駅 - ハウプトヴァーヘ間で開業され、S1-S6路線は次のようになった。
- S1: ヴィースバーデン中央駅 - ホッホハイム (マイン)  - フランクフルト・ホェヒスト - フランクフルト中央駅 - フランクフルト・ハウプトヴァーヘ
- S2: ニーダンハウゼン - ホーフハイム (タウヌス)  - フランクフルト・ホェヒスト - フランクフルト中央駅 - フランクフルト・ハウプトヴァーヘ
- S3: フランクフルト・ホェヒスト - バート・ゾーデン (タウヌス)  - エシュボルン - フランクフルト西駅 - フランクフルト中央駅 - フランクフルト・ハウプトヴァーヘ
- S4: クロンベルク (タウヌス)  - エシュボルン - フランクフルト西駅 - フランクフルト中央駅 - フランクフルト・ハウプトヴァーヘ
- S5: フリードリヒスドルフ - バート・ホムブルク - オーバーウルゼル (タウヌス)  - フランクフルト西駅 - フランクフルト中央駅 - フランクフルト・ハウプトヴァーヘ
- S6: フリードベルク - グロースカルベン - バート・フィルベル - フランクフルト西駅 - フランクフルト中央駅 - フランクフルト・ハウプトヴァーヘ

6つの系統は当時フランクフルト運輸連合 (Frankfurter Verkehrsverbund、FVV) によって運営され、配車間隔は20、40或は60分であった。1980年にはS15系統が追加された。
- S15: フランクフルト空港駅 - フランクフルト中央駅 - フランクフルト・ハウプトヴァーヘ

1983年にSバーン幹線はフランクフルト・コンスタブラーヴァーヘまで延伸された。S14系統は延伸され、S15系統の地下区間を引き受けた。S15系統も次のように変更された。
- S14: ウィースバーデン中央駅 - マインツ中央駅 - リュッセルスハイム - フランクフルト空港駅 - フランクフルト中央駅 - フランクフルト・ハウプトヴァーヘ - フランクフルト・コンスタブラーヴァーヘ
- S15: フランクフルト空港駅 - フランクフルト中央駅

### 東部と南部の開業段階
1990年にシティートンネルはフランクフルト南駅まで延伸され、まもなくフランクフルト・シュトレゼーマ並木道駅 (Stresemannnallee) も開業された。フランクフルト - ハーナウ線の横にSバーン車両の操車場が設置された。S15の例外ですべての路線はフランクフルト南駅まで延伸され、S5、S6の終着駅はシュトレゼーマン並木道駅だった。
1992年にオフェンバッハ方向のトンネルがミュルブルクまで延長され、S1、S2の列車が運行された。当時の路線は次のように変わった。
- S1: ヴィースバーデン中央駅 - ホッホハイム（マイン）- フランクフルト・ホェヒスト - フランクフルト中央駅 - フランクフルト・ハウプトヴァーヘ - フランクフルト・ミュルベルク
- S2: ニーダンハウゼン - ホーフハイム (タウヌス) - フランクフルト・ホェヒスト - フランクフルト中央駅 - フランクフルト・ハウプトヴァーヘ - フランクフルト・ミュルベルク
- S3: フランクフルト・ホェヒスト - バート・ゾーデン (タウヌス) - エシュボルン - フランクフルト西駅 - フランクフルト中央駅 - フランクフルト・ハウプトヴァーヘ - フランクフルト (マイン) 南駅
- S4: クロンベルク (タウヌス) - エシュボルン - フランクフルト西駅 - フランクフルト中央駅 - フランクフルト・ハウプトヴァーヘ - フランクフルト (マイン) 南駅
- S5: フリードリヒスドルフ - バート・ホムブルク - オーバーウルゼル (タウヌス) - フランクフルト西駅 - フランクフルト中央駅 - フランクフルト・ハウプトヴァーヘ - フランクフルト (マイン) 南駅 - フランクフルト・シュトレゼーマン並木道
- S6: フリードベルク - グロースカルベン - バート・フィルベル - フランクフルト西駅 - フランクフルト中央駅 - フランクフルト・ハウプトヴァーヘ - フランクフルト (マイン) 南駅 - フランクフルト・シュトレゼーマン並木道
- S14: ヴィースバーデン中央駅 - マインツ中央駅 - リュセルスハイ - フランクフルト空港 - フランクフルト中央駅 - フランクフルト・ハウプトヴァーヘ - フランクフルト・ミュルベルク
- S15: フランクフルト空港 - フランクフルト中央駅

1995年にライン＝マイン運輸連合が設立され、Sバーンの運行間隔は15、30あるいは60分と変更された。同年にオフェンハッハ区間にシティートンネルは開通された。S14系統はS8系統に統合された。S15系統は当時S8の補助路線になった。S1系統はオッフェンバッハ東駅まで延長され、S2系統は1990年当時の路線に戻った。
- S1: ヴィースバーデン中央駅 - ホッホハイム（マイン）- フランクフルト・ホェヒスト - フランクフルト中央駅 - フランクフルト・ハウプトヴァーヘ - フランクフルト・ミュルベルク - オフェンバッハ（マイン）東駅
- S2: ニーダンハウゼン - ホーフハイム (タウヌス) - フランクフルト・ホェヒスト - フランクフルト中央駅 - フランクフルト・ハウプトヴァーヘ - フランクフルト（マイン）南駅
- S8: ヴィースバーデン中央駅 - マインツ中央駅 - リュセルスハイ - フランクフルト空港 - フランクフルト中央駅 - フランクフルト・ハウプトヴァーヘ - フランクフルト・ミュルベルク - オフェンバッハ（マイン）東駅 - ハーナウ中央駅

1997年にS3系統はダルムシュタットまで、S4系統はランゲンまで延長され、同時にフランクフルト・ホェヒスト - バート・ゾーデン間のSバーン運行は中止された。S5、S6系統の終着駅は南駅となった。
- S3: バートゾーデン - エシュボルン - フランクフルト西駅 - フランクフルト - ハウプトヴァーヘ - フランクフルト (マイン) 南駅 - ランゲン - ダルムシュタット
- S4: クロンベルク - エシュボルン - フランクフルト西駅 - フランクフルト - ハウプトヴァーヘ - フランクフルト (マイン) 南駅（- ランゲン）
- S6: フリートベルク - グロースカルベン - バートフィルベル - フランクフルト西駅 - フランクフルト - ハウプトヴァーヘ - フランクフルト南駅

1999年に、マインツ迂回線 (Umgehungsbahn Mainz) のコストハイム分岐点 - ビショフスハイム区間にS9列車が通行することになった。S9の新設で3つの系統はフランクフルト - ヴィースバーデン区間に運用されている。
2002年にリートシュタット・ゴデラウ - フランクフルト (マイン) 区間にS7系統が導入されたが、S7列車はフランクフルト・シティートンネルの容量不足と分岐器未設置のため、市内に進入できなかった。2007年5月に断線の専用線路はリートシュタット向きに連結され、S7列車はその時からフランクフルト・シュタヂオンのSバーン駅に停車する。
2003年12月14日にロトガウ線と - ディーツェンバッハ線でSバーンが運用され、S1系統はロェーダーマルクト・オーバーローデンまで、S2系統はディーツェンバッハまで延伸された。その時にS1、S2は現在のようになった。

### シティートンネルの改修とSバーンの発展
2013年初頭からSバーン幹線の駅施設の改修が段階的に行われている。それは公共器物損壊行為を防ぐ、そして視覚的に不良な天井の外装を火災予防のために撤去する作業で実現された。2018年まで新しい電子式信号扱い所 (Elektronisches Stellwerk) を構築するため、2015年7月25日から8月25日までフランクフルト中央駅 - フランクフルト南駅区間は封鎖された。2016年に、復活祭休みと夏休みにもその区間は信号システムの改良および残りの駅施設の改修のために封鎖された。
2016年11月に空港線の移設よび新しい停車場建設工事がフランクフルト市ゲートウェイガーデンス町で開始された。およそ2 kmのトンネル内に線路が設置されて、空港第一ターミナルの東側からゲートウェイガーデンス地下駅方面に伸びる。移設区間は2019年12月15日に通行可能となって、無用となった既存線路・トンネルは撤去された。
2023年9月25日以降、同年4月にDBレギオの子会社スタートドイツ地方交通（Regionalverkehr Start Deutschland）が引き受けたゾーデン線で、Sバーン列車は安定的な公共交通運用のために再び投入されることになった。同年12月にゾーデン線の運営権はスタート地方交通に返還された。バートフィルベル - フランクフルト西駅間ではSバーン専用線路が完工した。その関係で、2024年12月定期時刻表改正の時に、S6列車はダルムシュタットまで通行して、S3系統およびS4系統はその代わりにフランクフルト南駅に短縮された。
将来的に現在のシティートンネルから分岐して、フランクフルト東駅からフランクフルト - アシャッフェンブルク線沿いにマイン側の右岸をハーナウまで繋ぐ路線が計画されている。

## 車両
2017年の時点で、423形と430形が運用されている。423形はS2 - S6系統、430形はS1、S7 - S9系統に充当された。
1978年の開業時には420形が運用された。2003年の423形の導入後も引き続き運用されていたが、2014年の430形の導入に伴って420形は運用を終了した。
2018年12月からそれぞれの鉄道線で普通列車として運用された425形はS7系統に投入された。14本の列車は内部の運行案内モニター、LED照明などで改造された。

ライン＝マインSバーンの車両
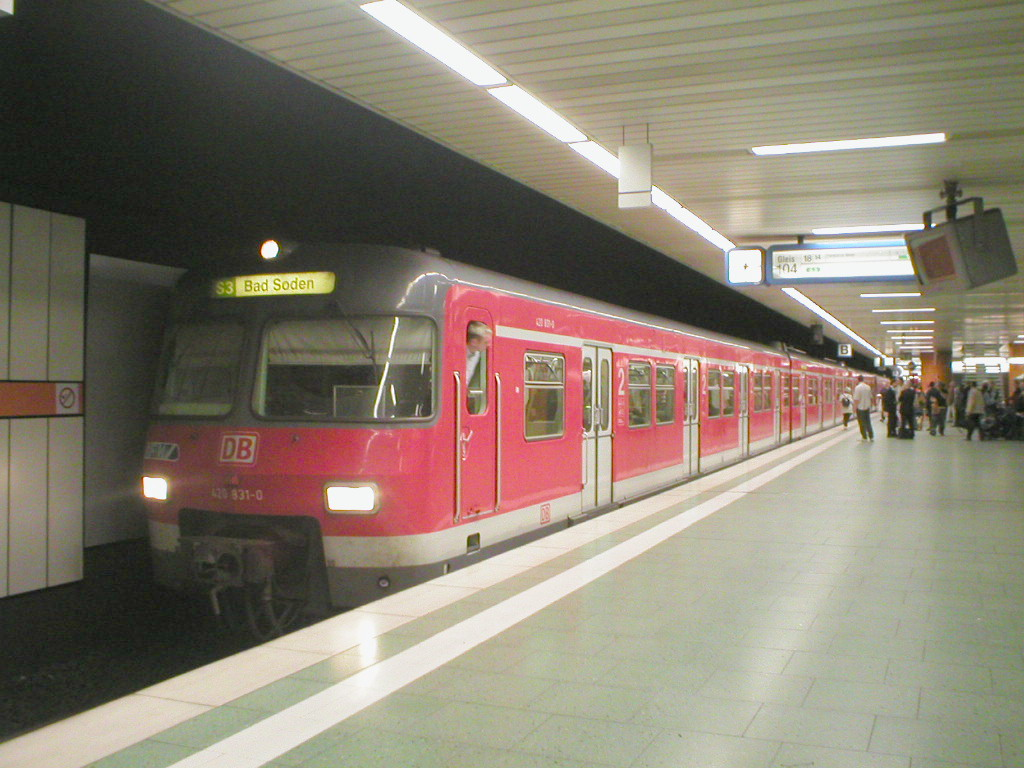
フランクフルト地下駅で停車する420形電車（2004年）
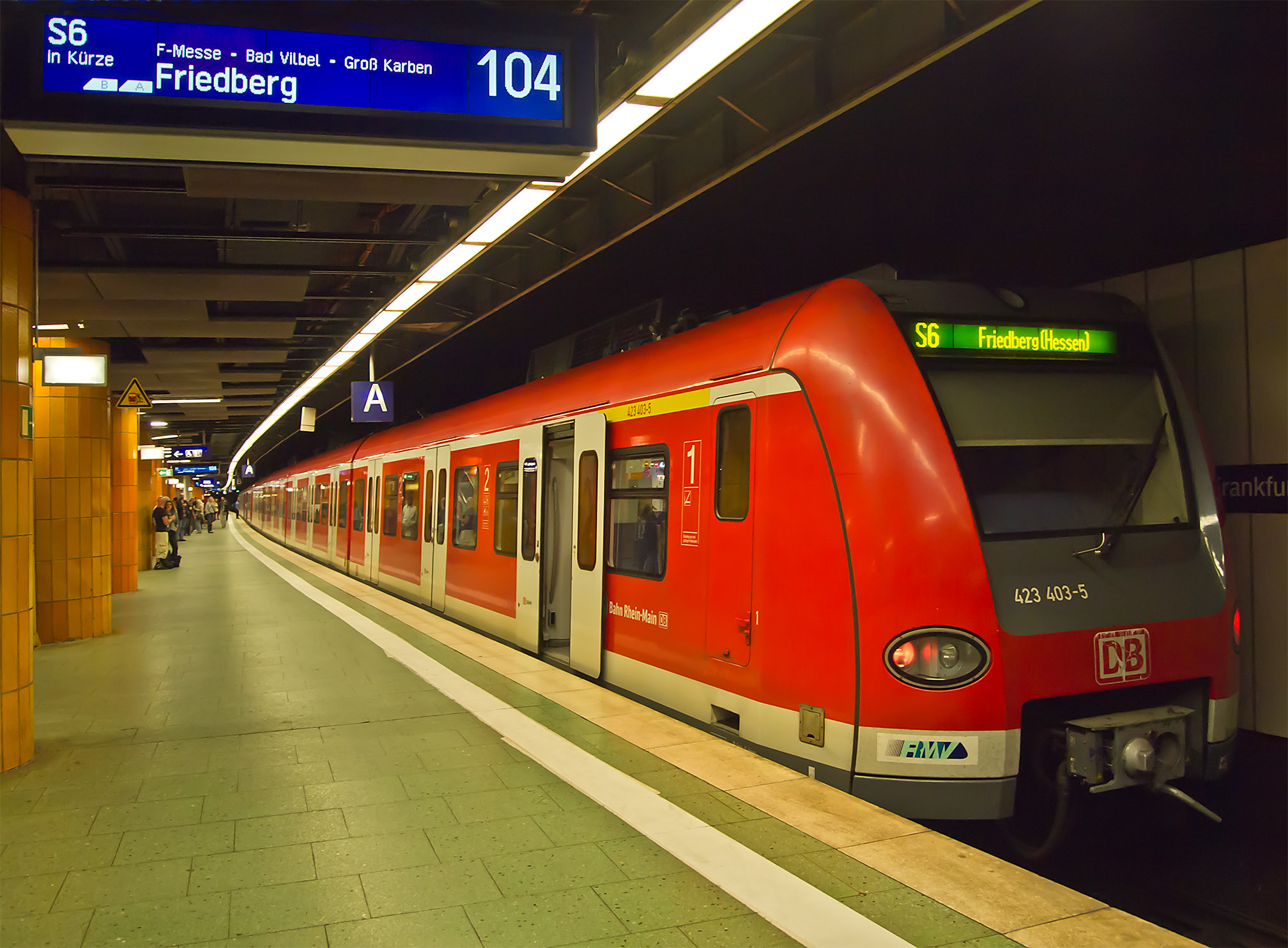
フランクフルト地下駅で停車する423形電車
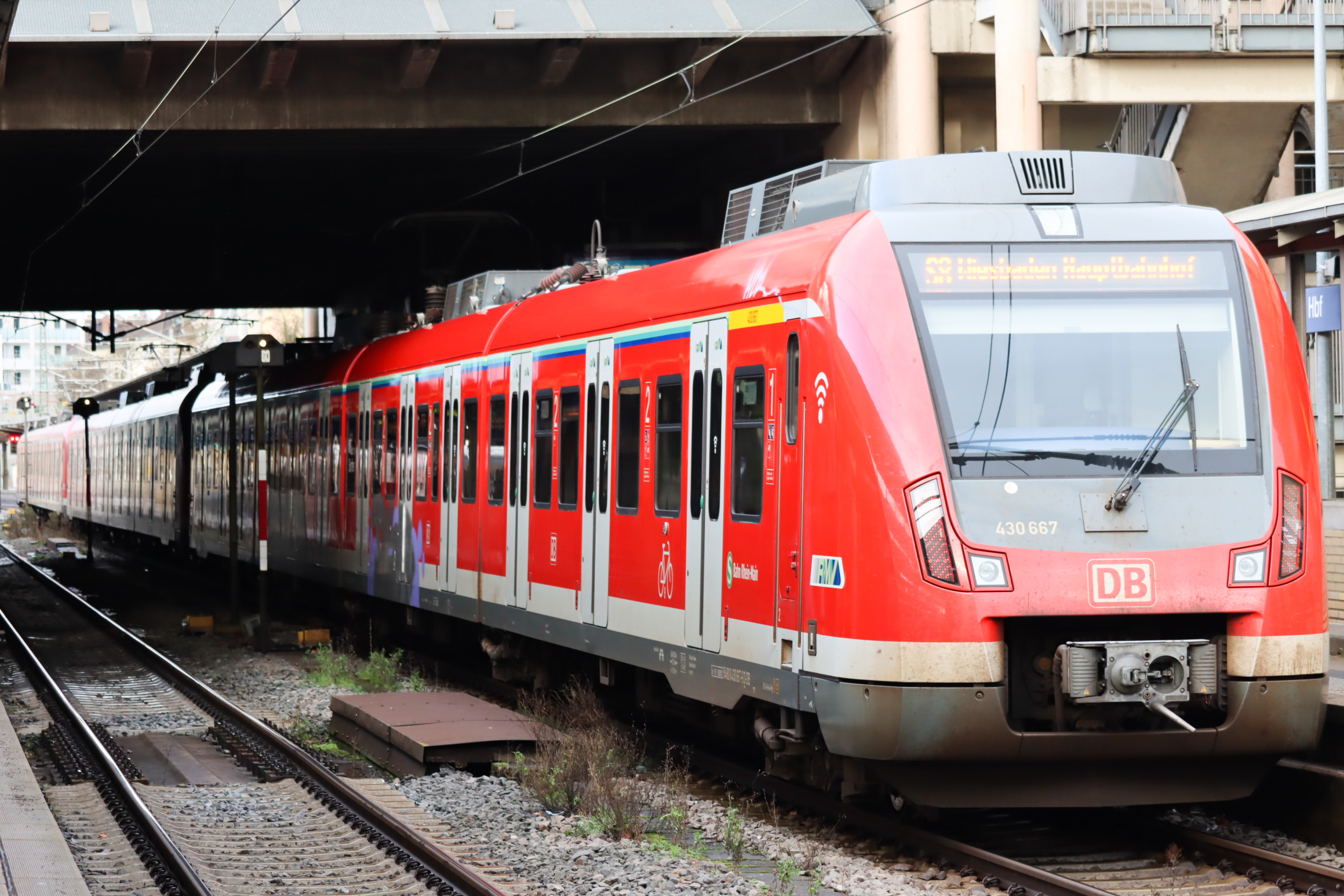
ヴィースバーデンへ向かう430形電車